# Hôtel Bergeret de Grancourt
El Hôtel Bergeret de Grancourt es una mansión privada ubicada en la Place des Victoires, en el lado suroeste de la plaza, entre el Hôtel Bergeret de Talmont al noroeste y la Rue Catinat al sureste, en el 1 distrito de París, Francia. 
Data de finales del siglo XVII y fue clasificado como monumento histórico en 1962.